# Championnat de Sainte-Lucie féminin de football
Le championnat de Sainte-Lucie est une compétition de football féminin.

## Palmarès
| Saison | Champion  |
| ------ | --------- |
| 2004   | Helenites |
| 2005   | VSADC     |
| 2006   | inconnu   |
| 2007   | non joué  |
| 2008   | Nemesis   |
| 2009   | U20       |
| 2010   | Nemesis   |